# Bernd Stiegler
Bernd Stiegler (* 29. April 1964 in Meschede, Hochsauerland) ist ein deutscher Literaturwissenschaftler und Fotohistoriker.

## Leben
Bernd Stiegler besuchte das Gymnasium der Benediktiner in Meschede. Er studierte Literaturwissenschaft und Philosophie an den Universitäten in Tübingen, München, Paris, Berlin, Freiburg und Mannheim. 1992 promovierte er in neuerer deutscher Literaturwissenschaft an der Universität Freiburg. Von 1999 bis 2007 arbeitete er als Programmleiter Wissenschaft im Suhrkamp Verlag. Im Juni 2000 habilitierte er sich an der Universität Mannheim. Seit Herbst 2007 ist er Professor für neuere deutsche Literatur mit Schwerpunkt 20. Jahrhundert im medialen Kontext an der Universität Konstanz. Seine Forschungsschwerpunkte sind die Theorie und Geschichte der Medien, insbesondere der Fotografie, deutsche und französische Literatur des 19. und 20. Jahrhunderts und bildwissenschaftliche Fragestellungen. Er ist Programmdirektor des Verlags Konstanz University Press.

## Schriften (Auswahl)

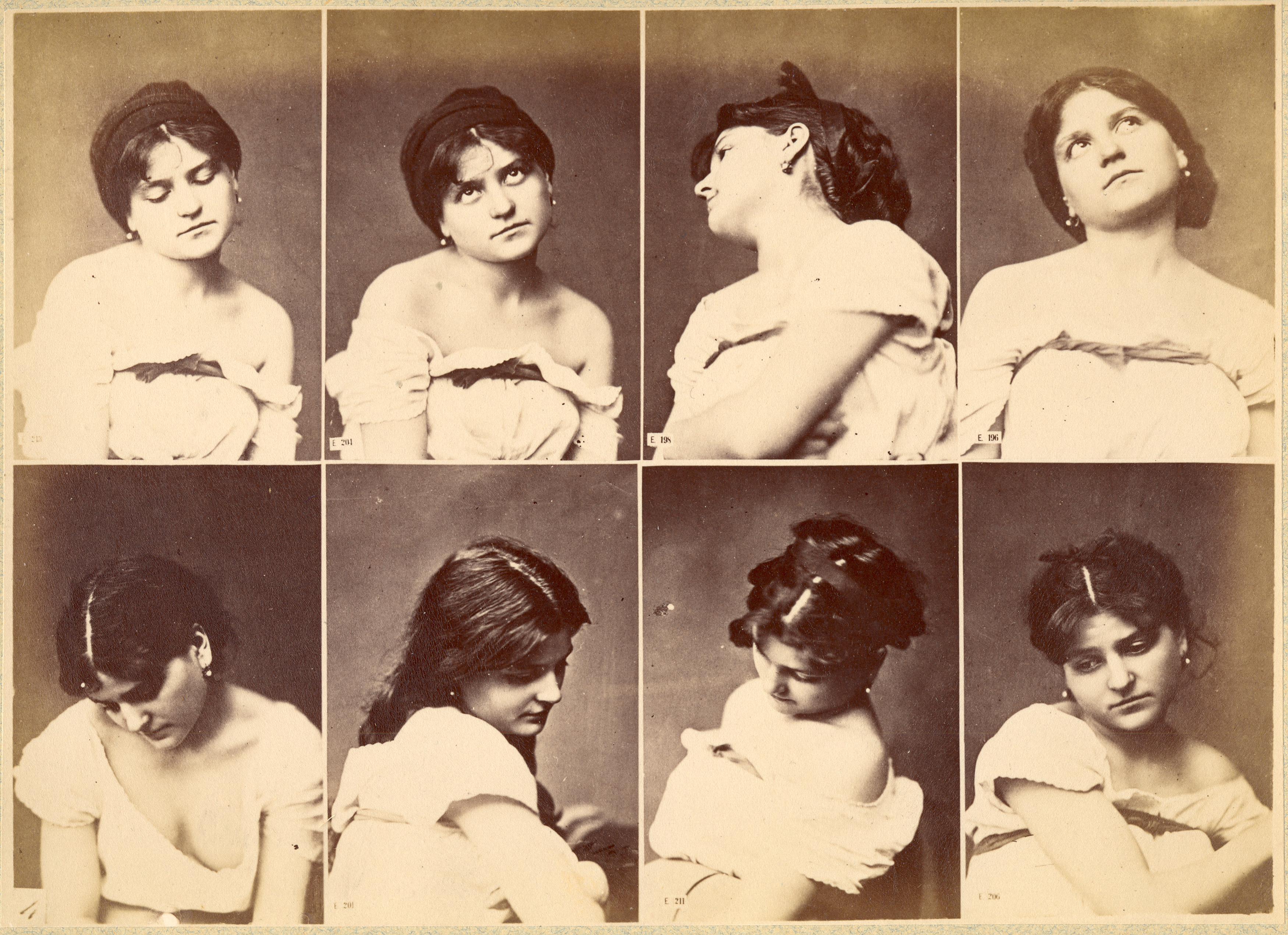
Frauenstudien, Sammlung Bernd Stiegler

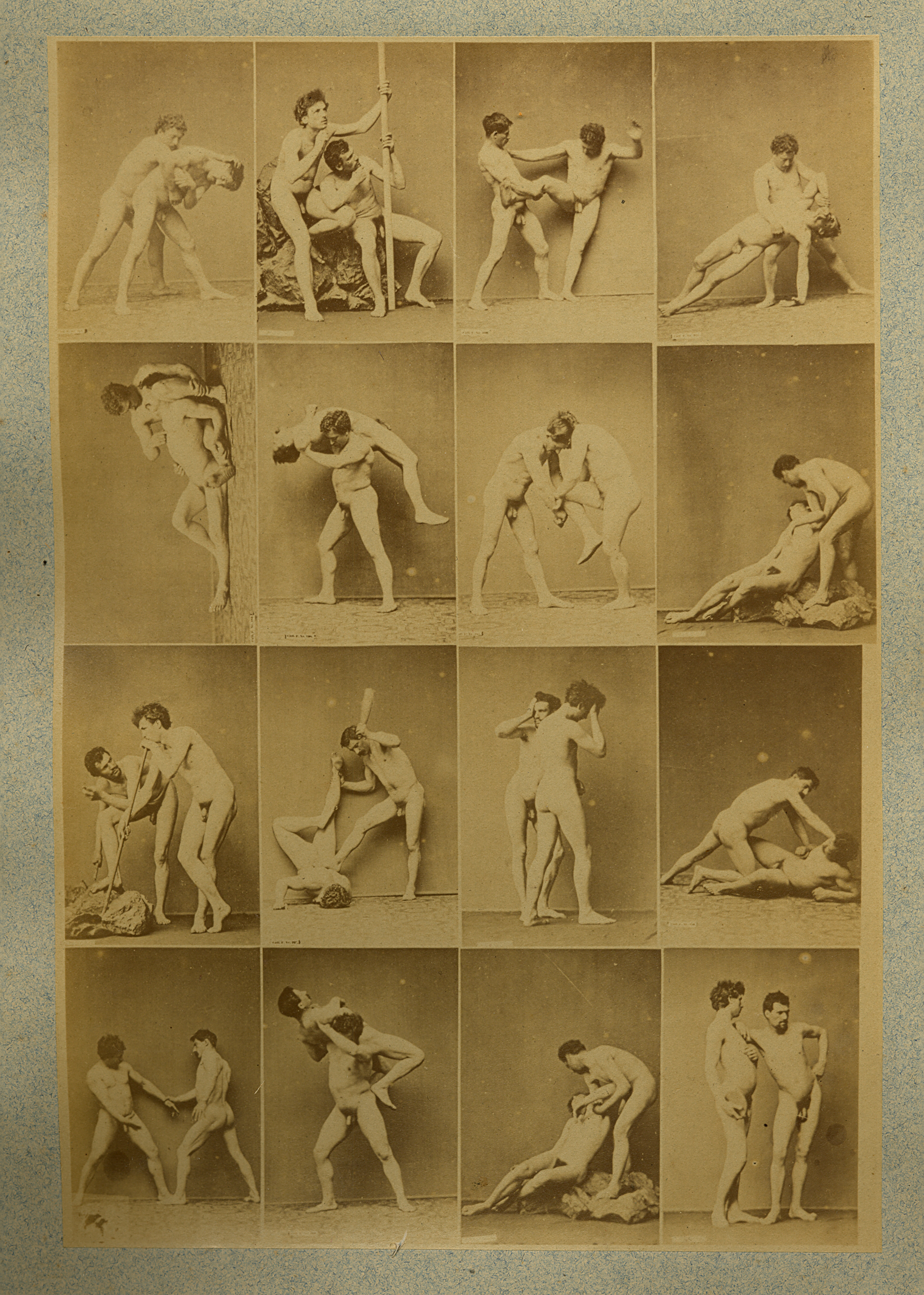
Bewegungsstudie mit nackten Männern, 1880, von Louis Jean-Baptiste Igout (1837 – ca. 1881), Sammlung Bernd Stiegler

### Als Autor
- Die Aufgabe des Namens. Untersuchungen zur Funktion der Eigennamen in der Literatur des 20. Jahrhunderts. Dissertation, Universität Tübingen. Fink, München 1994.
- Philologie des Auges. Die fotografische Entdeckung der Welt im 19. Jahrhundert. Fink, München 2001, ISBN 978-3-7705-3627-6.
- Theoriegeschichte der Fotografie. Fink, München 2006, ISBN 978-3-7705-4216-1.
- Bilder der Fotografie. Ein Album fotografischer Metaphern. Suhrkamp, Frankfurt am Main 2006, ISBN 978-3-518-12461-1.
- Montagen des Realen: Photographie als Reflexionsmedium und Kulturtechnik. Fink, München 2009, ISBN 978-3-770-54795-1.
- Reisender Stillstand. Eine kleine Geschichte der Reisen im und um das Zimmer herum. Fischer, Frankfurt am Main 2010, ISBN 978-3-100-70635-5.[2][3]
- Belichtete Augen: Optogramme oder das Versprechen der Retina. Fischer Wissenschaft, Frankfurt am Main 2011, ISBN 978-3-10-075550-6.[4][5]
- Randgänge der Photographie. Fink, München 2012, ISBN 978-3-7705-5401-0.[6]
- Spuren, Elfen und andere Erscheinungen. Conan Doyle und die Fotografie. Fischer, Frankfurt am Main 2014, ISBN 978-3-10-075145-4.[7][8][9][10][11]
- Photographische Portraits. Fink, Paderborn 2015, ISBN 978-3-7705-5941-1.
- Der montierte Mensch. Eine Figur der Moderne. Fink, Paderborn 2016, ISBN 978-3-7705-5976-3.[12]
- Nadar. Bilder der Moderne. Walter König, Köln 2019. ISBN 978-3-96098-483-2.

### Als Co-Autor
- mit Alexander Roesler: Microsoft. Medien-Macht-Monopol. Suhrkamp, Frankfurt am Main 2002, ISBN 978-3-518-12281-5.
- mit Felix Thürlemann: Meisterwerke der Fotografie. Philipp Reclam jun., Stuttgart 2011, ISBN 978-3-15-018763-0.
- mit Marius Rimmele: Visuelle Kulturen. Zur Einführung. Junius, Hamburg 2012, ISBN 978-3-885-06060-4.

### Als Herausgeber
- Texte zur Theorie der Fotografie. Philipp Reclam jun., Stuttgart 2010, ISBN 978-3-15-018708-1.[13]
- mit Felix Thürlemann: Lichtmaler. Kunst-Photographie um 1900. Arnold, Stuttgart 2011, ISBN 978-3-89790-026-4.
- mit Schamma Schahadat: Alexander Rodtschenko. Schwarz und Weiß. Schriften zur Photographie. Fink, Paderborn 2011, ISBN 978-3-7705-5115-6.
- mit Felix Thürlemann: Das subjektive Bild. Texte zur Kunstphotographie um 1900. Fink, München 2012, ISBN 978-3-7705-5232-0.
- Tat ohne Täter. Der Mordfall Fritz Angerstein. Konstanz University Press, Konstanz 2013, ISBN 978-3-8625-3035-9.[14]
- mit Michael Hagner und Felix Thürlemann: Charles Nègre. Selbstporträt im Hexenspiegel. Fink, Paderborn 2014, ISBN 978-3-7705-5716-5.
- mit Felix Thürlemann: Orientbilder. Fotografien 1850–1910. weissbooks, Frankfurt am Main 2015, ISBN 978-3-86337-037-4.
- mit Peter Geimer: Roland Barthes. Auge in Auge. Kleine Schriften zur Photographie. Suhrkamp, Berlin 2015, ISBN 978-3-518-29755-1.
- mit Alexander Schmitz: Hans Blumenberg. Schriften zur Technik. Suhrkamp, Berlin 2015, ISBN 978-3-51829-741-4.